# 3-ヒドロキシ-D-アスパラギン酸アルドラーゼ
3-ヒドロキシ-D-アスパラギン酸アルドラーゼ(3-hydroxy-D-aspartate aldolase、EC 4.1.3.41)、以下の化学反応を触媒する酵素である。
(1) threo-3-ヒドロキシ-D-アスパラギン酸{\displaystyle \rightleftharpoons }グリシン + グリオキシル酸
(2) D-erythro-3-ヒドロキシ-D-アスパラギン酸{\displaystyle \rightleftharpoons }グリシン + グリオキシル酸
この酵素はリアーゼ、特に炭素-炭素結合を切断するオキソ酸リアーゼに分類される。系統名は、3-ヒドロキシ-D-アスパラギン酸 グリオキシル酸リアーゼ (グリシン形成)(3-hydroxy-D-aspartate glyoxylate-lyase (glycine-forming))である。この酵素は、補因子としてピリドキサールリン酸を必要とする。